# Diocesi di Lleida

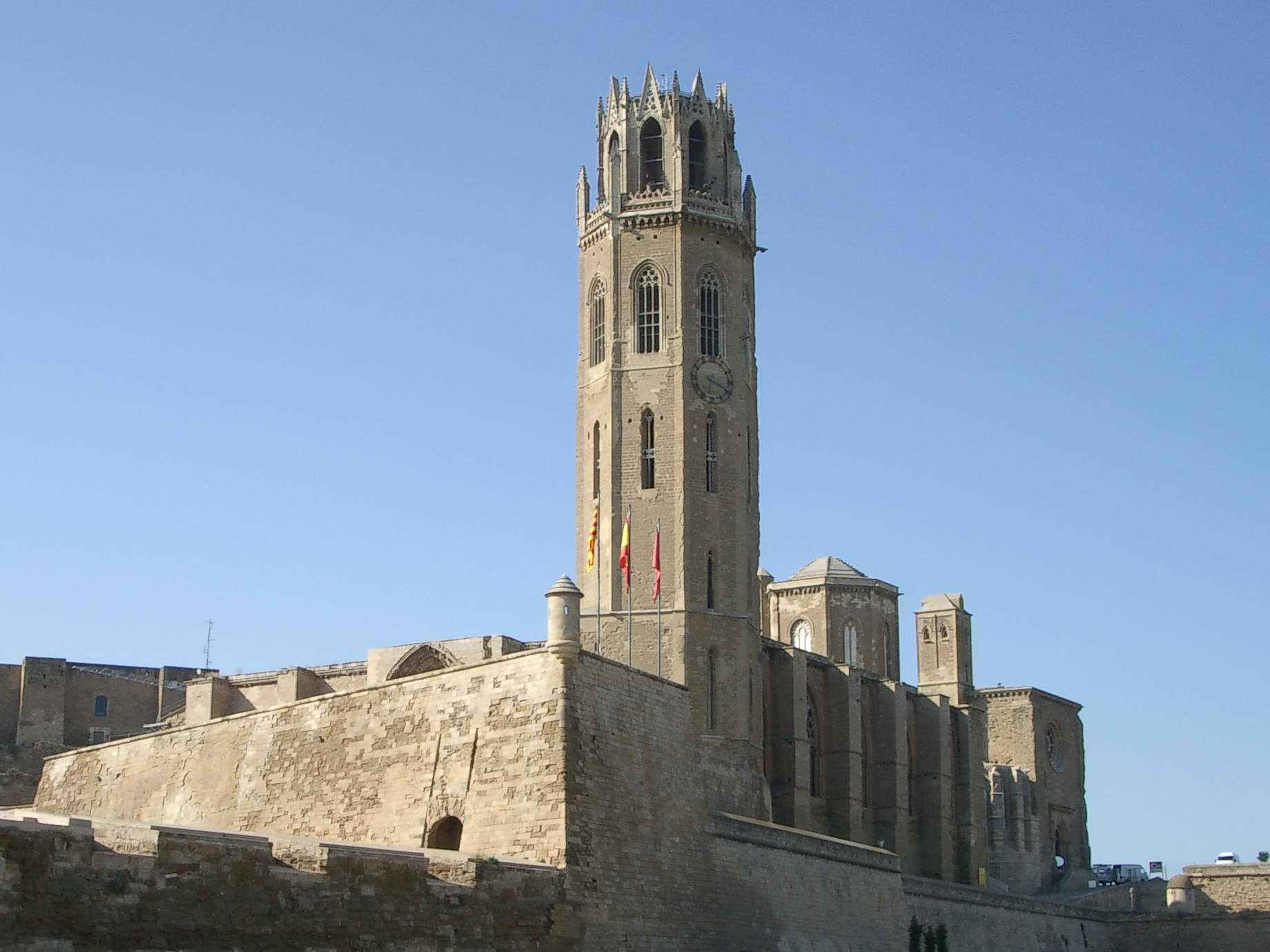
La Seu vella (Vecchia Cattedrale) di Lleida

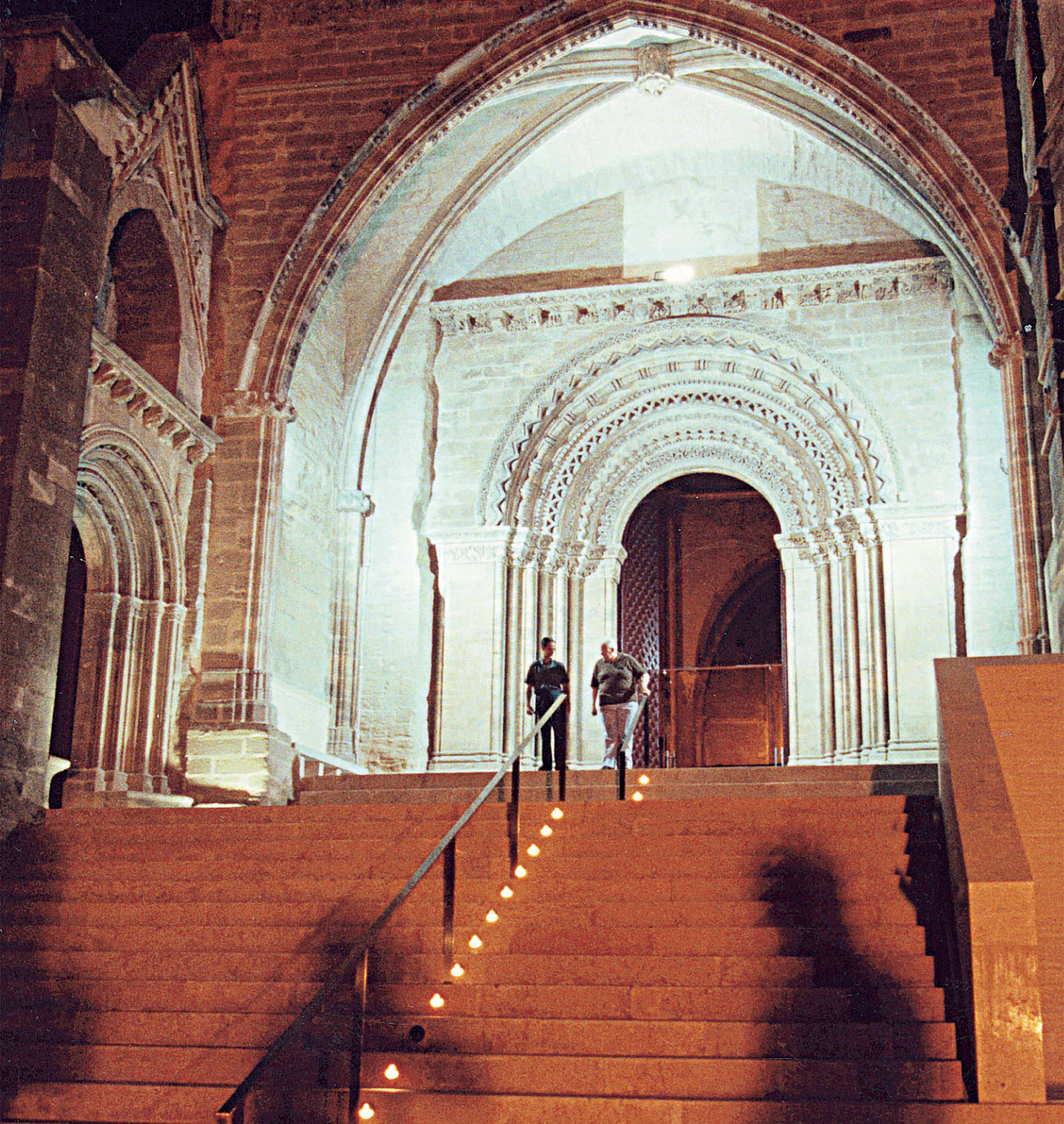
Porta nella Seu vella

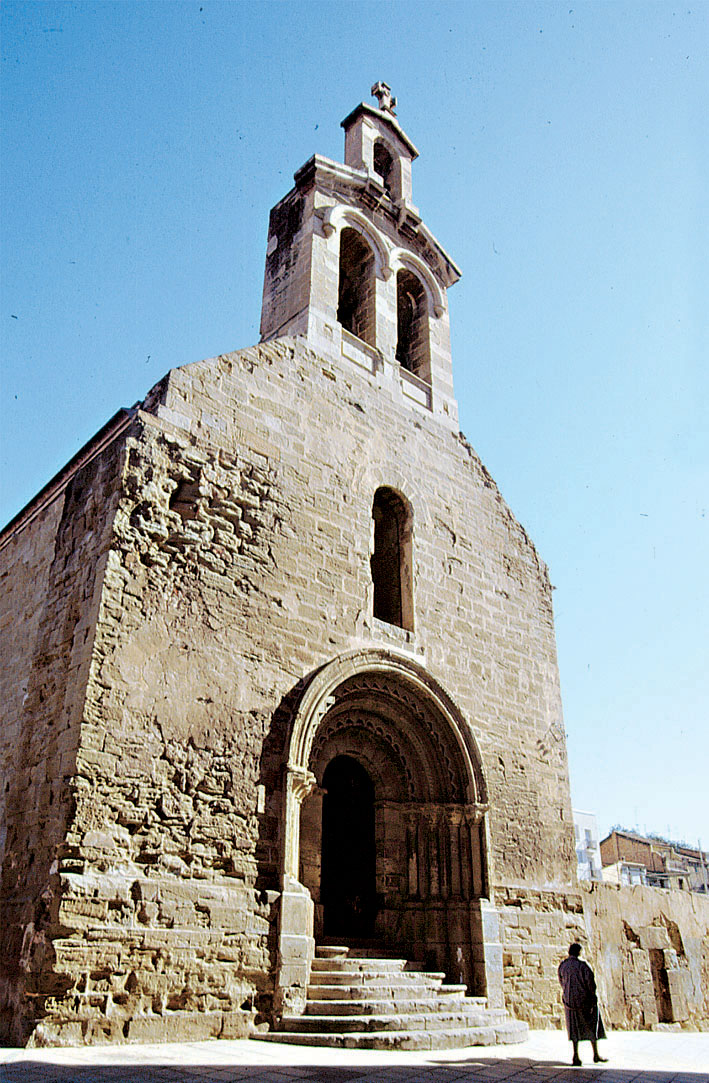
Chiesa di Sant Marti, Lleida

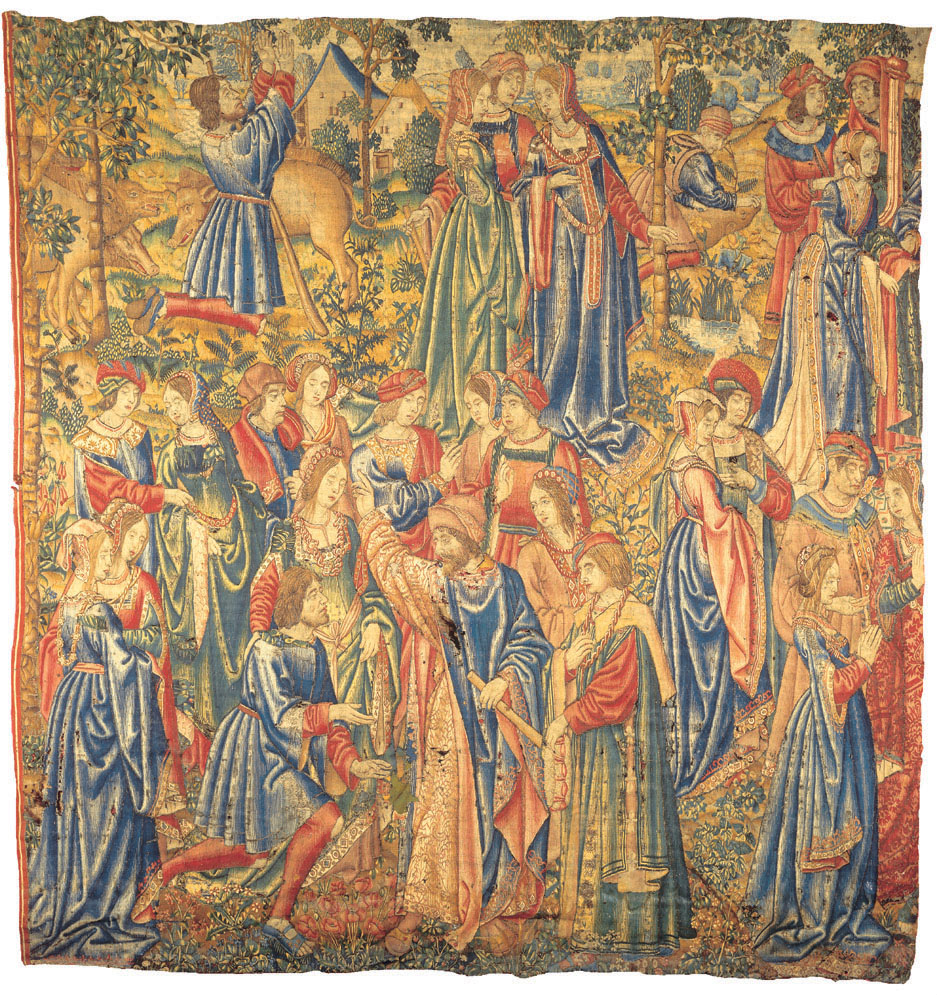
Tappezzeria nella Seu vella

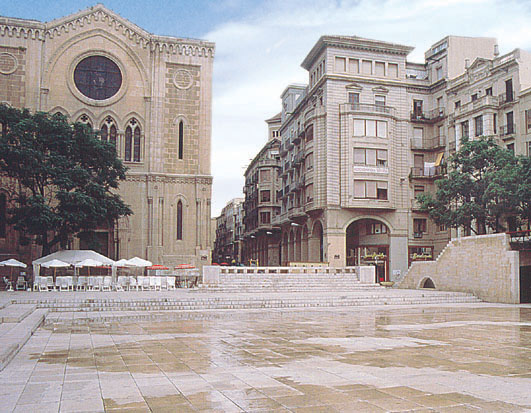
Chiesa di Sant Joan, Lleida

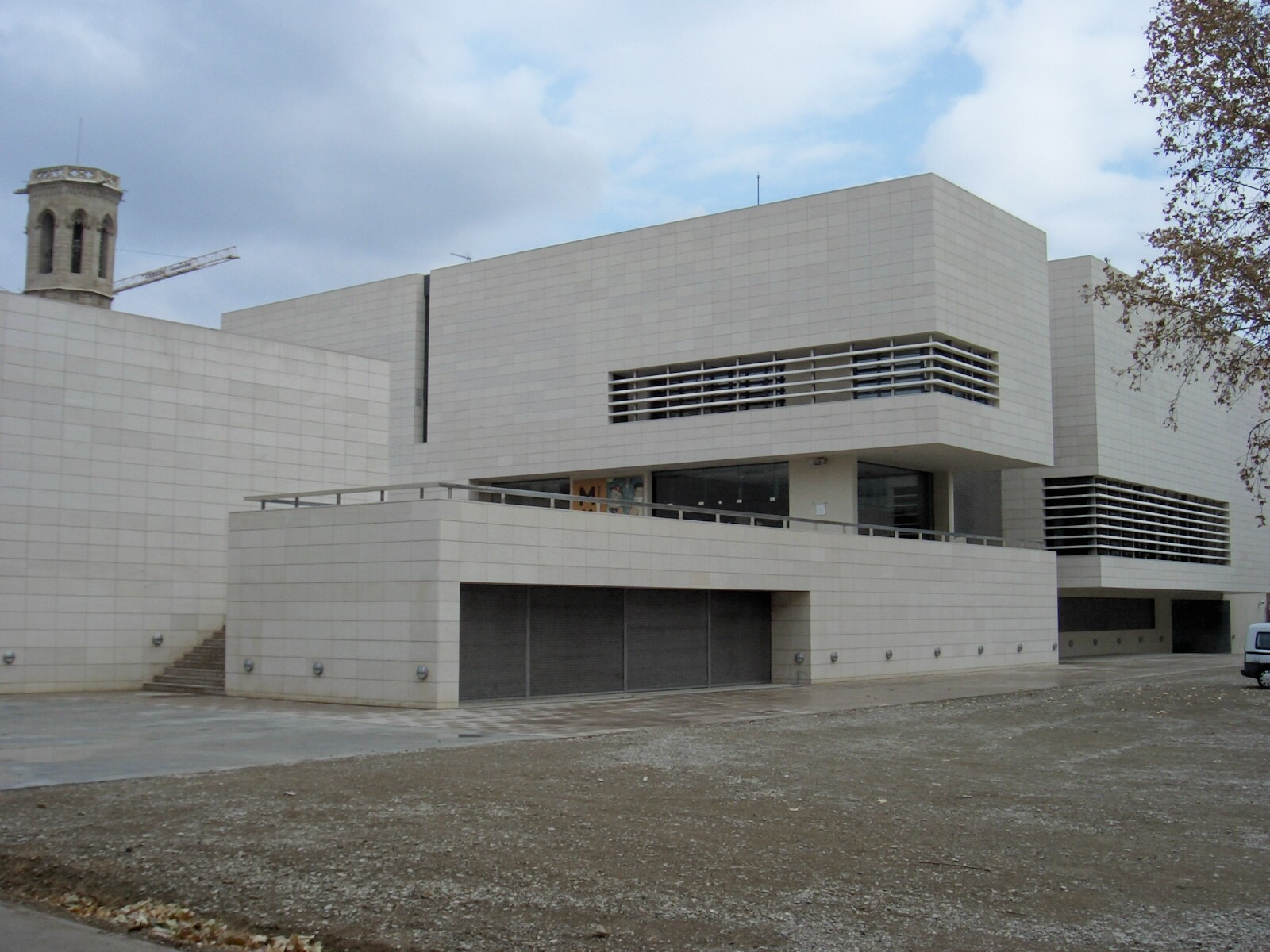
La sede del museo diocesano.

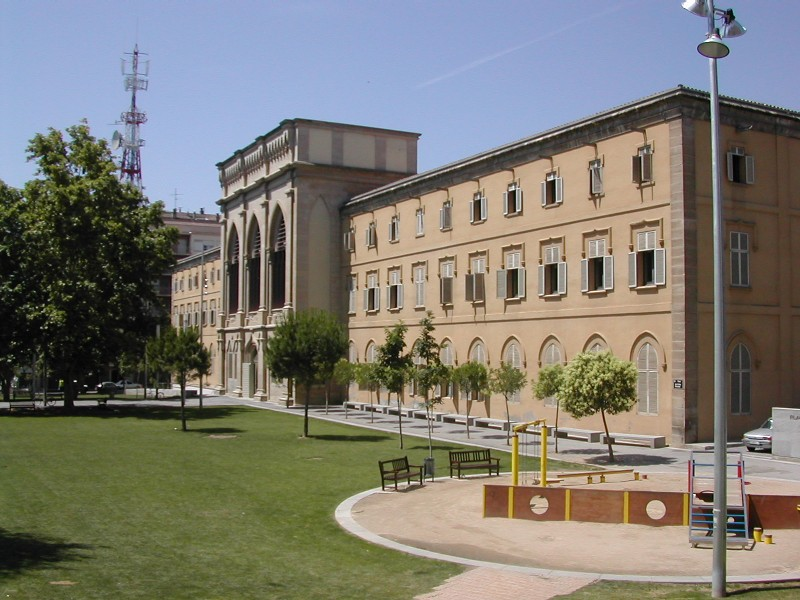
L'ex seminario diocesano di Lleida.

La diocesi di Lleida (in latino Dioecesis Ilerdensis) è una sede della Chiesa cattolica in Spagna suffraganea dell'arcidiocesi di Tarragona. Nel 2023 contava 180.200 battezzati su 229.800 abitanti. È retta dal vescovo Daniel Palau Valero.
Il santo patrono della diocesi è San Giovanni Battista.

## Territorio
La diocesi occupa una striscia di territorio situata nella parte occidentale della provincia di Lleida, nella Spagna nord-orientale. Lleida è una delle quattro province della comunità autonoma della Catalogna. La diocesi fa parte della provincia ecclesiastica di Tarragona.
Sede vescovile è la città di Lleida, dove si trovano la cattedrale dell'Assunzione di Maria Vergine e l'ex cattedrale di Santa Maria.
Il territorio si estende su 2.977 km² ed è suddiviso in 6 arcipresbiterati e in 125 parrocchie.

### Arcipresbiterati
- Segrià - La Noguera - La Ribagorça
- Seu Vella (Lleida)
- Periferia (Lleida)
- Gardeny (Lleida)
- Baix Segre
- Baix Urgell - Les Garrigues

## Storia
Incerta è l'origine del cristianesimo a Lérida. La tradizione ha tramandato i nomi di alcuni santi martiri, Stefano, Clero e Anastasio, e il vescovo san Licerio, che il martirologio romano preconciliare commemorava il 27 agosto.
La diocesi è attestata per la prima volta con il vescovo Sagizio agli inizi del V secolo. La serie episcopale è documentata soprattutto in epoca visigota, per la presenza dei prelati ai concili nazionali o provinciali. La diocesi apparteneva alla provincia Tarraconense ed era suffraganea dell'arcidiocesi di Tarragona.
Nel 546 si svolse a Lérida, nella chiesa di Sant'Eulalia, un concilio provinciale, convocato da Sergio, metropolita di Tarragona, e al quale presero parte, oltre a Februario di Lérida, Giusto di Urgell, Carenzio di Ampuria, Giovanni di Saragozza, Paterno di Barcellona, Maurilio di Tortosa, Tauro di Egara e il prete Estafilio, in rappresentanza del vescovo di Gerona. Il concilio approvò 16 canoni, che riguardavano, tra le altre cose, il divieto per i chierici di portare armi, di spargere sangue, di battersi in duello, di convivere con donne sospette.
Con l'invasione araba della Spagna, s'interrompe la serie episcopale di Lérida. La storiografia tradizionale ha sostenuto la tesi secondo cui i vescovi, dovendo abbandonare la sede a causa dell'occupazione araba, si trasferirono più a nord, fondando, a partire dal IX secolo, la diocesi di Roda in Aragona. Quando riprese la riconquista dei territori arabi, i vescovi spostarono la loro sede dapprima a Barbastro (1100), e poi, nel 1149, fecero ritorno a Lérida, quando la città fu liberata dalla dominazione musulmana. Questa tesi ha trovato il suo fondamento in diversi documenti coevi, non anteriori alla fine dell'XI secolo, e soprattutto nella bolla Spiritu Domini di papa Pasquale II indirizzata nel 1110 al vescovo di Roda, san Ramón, nella quale il pontefice si esprime chiaramente in questi termini: «Factum est ut episcopalis cathedra que Ylerde fuerat, in montana transiret, in oppidum videlicet quod Rota dicitur».
Più recentemente, alcuni storici hanno formulato l'ipotesi che la tesi tradizionale sia dovuta al re Pietro I di Aragona (1094-1104) e al vescovo Poncio (1097-1104) per giustificare da una parte l'esistenza della diocesi di Roda, contro le pretese dei vescovi di Urgell e di Huesca, che vantavano diritti sui territori di Roda; e dall'altra per giustificare l'occupazione della città di Lérida, contro le mire dei conti di Barcellona, i cui interessi politici erano in conflitto con quelli dei re d'Aragona.
Il dato storico certo è che il 30 ottobre 1149 Lérida fu liberata da Raimondo Berengario IV di Barcellona. I vescovi di Roda, che da cinquant'anni avevano posto la loro sede a Barbastro, si trasferirono a Lérida, dove la preesistente moschea cittadina fu trasformata nella nuova cattedrale della diocesi.
Il territorio della diocesi era suddiviso tra Aragona e Catalogna, e comprendeva l'intero territorio della diocesi di Roda più i nuovi territori conquistati. Nel 1203 papa Innocenzo III pose fine ad una secolare disputa territoriale tra i vescovi di Huesca e quelli di Roda prima e di Lérida poi, decidendo il passaggio di Barbastro e del suo territorio alla diocesi di Huesca. La regione orientale dell'Aragona, compresa la città di Roda, rimase unita alla sede di Lérida.
Nel 1203 si iniziò la costruzione della cattedrale chiamata oggi Seu Vella, che fu consacrata il 31 ottobre 1278.
Lérida fu sede di diversi concili provinciali nel corso del Medioevo. Si conoscono quelli del 1155, 1173, 1191, 1229, 1237, 1246, 1257, 1293, 1294, 1418 e 1460.
Nel 1168 il vescovo Guillermo Pérez de Ravitats emanò il decreto Ordinatio ecclesiae Ilerdensis, con il quale fu disciplinato il numero delle parrocchie e furono emanati gli statuti del capitolo della cattedrale. Risale al 1248 il primo sinodo diocesano noto.
L'elezione dei vescovi era fatta dai capitoli della cattedrale di Lérida e dell'ex cattedrale di Roda. Nel 1244 una Ordinatio super electionem episcoporum regolamentò le modalità di intervento dei due capitoli. I vescovi furono scelti dai due capitoli fino al 1349.
Nel 1571 cedette una porzione di territorio a vantaggio dell'erezione della diocesi di Barbastro.
Nel 1633 papa Urbano VIII stabilì a Monzón, in territorio aragonese, un vicariato diocesano generale, che rimase attivo fino alla sua soppressione nel 1860.
Nel 1707 la cattedrale fu confiscata e trasformata in una caserma. Anche il palazzo vescovile fu demolito per esigenze urbanistiche, e i vescovi, per 30 anni circa, si trasferirono a Monzón. La diocesi rimase priva di cattedrale fino al 28 maggio 1781, giorno in cui fu consacrata la cattedrale nuova di Lleida.
Nel 1722 il vescovo Francisco Olaso Hipenza fondò il seminario vescovile, trasferito nell'ex casa dei gesuiti nel 1773.
La guerra civile spagnola, oltre a ingenti danni materiali (furono incendiate la cattedrale, il palazzo vescovile e numerose chiese), causò la morte del vescovo Salvio Huix Miralpeix e di oltre 270 religiosi: il clero fu ridotto di due terzi.
Il 31 ottobre 1992 ha assunto ufficialmente la denominazione in lingua catalana di diocesi di Lleida.
Il 15 giugno 1995 e il 15 giugno 1998 ha ceduto la parte aragonese del suo territorio alla diocesi di Barbastro, contestualmente rinominata diocesi di Barbastro-Monzón. Queste modifiche portarono a un conflitto tra le diocesi sul possesso e la gestione del patrimonio storico-artistico-culturale che le due modifiche territoriali avevano trasferito da una diocesi all'altra, conflitto che si è risolto dopo 25 anni di battaglie legali il 10 marzo 2021.

## Cronotassi dei vescovi
Si omettono i periodi di sede vacante non superiori ai 2 anni o non storicamente accertati.
- San Licerio (o Glicerio) † (metà del III secolo)
- Sagizio † (menzionato nel 419/421)[16]
- Pietro †[17]
- Oronzo ? † (prima del 516 - dopo il 517)[18]
- Andrea † (menzionato prima del 546)[19]
- Februario † (menzionato nel 546)[20]
- Polibio † (menzionato nel 589)
- Giuliano † (menzionato nel 592)
- Amelio † (menzionato nel 599)
- Gomarello † (menzionato nel 614)[21]
- Fruttuoso † (prima del 633 - dopo il 638)
- Gaudoleno † (menzionato nel 653)[22]
- Euredo[23] † (prima del 683 - dopo il 693)
- Stefano † (prima del 714 - dopo il 719)
- San Medardo ? † (menzionato nel 780 circa)[24]
- Giacomo ? † (menzionato nell'842 circa)[25]
  - Sede soppressa o trasferita a Roda e poi a Barbastro
- Guillermo Pérez de Ravitats † (1149 - 17 dicembre 1176 deceduto)
- Guillermo Berenguer † (1177 - 22 luglio 1191 nominato arcivescovo di Narbona)
- Gombaldo de Camporells † (prima di settembre 1191 - 22 aprile 1205 deceduto)
- Berenguer de Erill † (22 dicembre 1205 - dopo il 7 ottobre 1235 deceduto)
- Pedro de Albalate † (1236 - 1238 nominato arcivescovo di Tarragona)
- Ramón de Siscar, O.Cist. † (20 febbraio 1238 - 21 agosto 1247 deceduto)
- Guillermo de Barberá, O.P. † (2 marzo 1248 - 17 aprile 1255 deceduto)
- Berenguer de Peralta † (1256 - 2 ottobre 1256 deceduto)
- Guillermo de Moncada † (4 aprile 1257 - 1278 deceduto)
- Guillermo Bernáldez de Fluviá † (prima del 22 marzo 1282 - prima del 1º marzo 1286 deceduto)
- Gerardo de Andria † (15 marzo 1290 - 28 giugno 1298 deceduto)
- Pedro del Rey † (23 marzo 1299 - 4 settembre 1308 deceduto)
- Ponce de Aquilaniu, C.R.S.A. † (18 settembre 1308 - settembre 1313 deceduto)
- Guillermo de Aranyó, O.P. † (1313 o 1314 - 17 dicembre 1321 deceduto)
- Ponce de Villamur † (26 febbraio 1322 - 1324 deceduto)
- Ramón de Avignó, O.S.A. † (14 novembre 1324 - 12 agosto 1327 deceduto)
- Arnaldo de Cescomes † (22 agosto 1327 - 7 ottobre 1334 nominato arcivescovo di Tarragona)
- Ferrer de Colom † (24 ottobre 1334 - 4 dicembre 1340 deceduto)
- Jaime Sitjó † (30 aprile 1341 - 13 ottobre 1348 nominato vescovo di Tortosa)
- Esteban Mulceo † (13 ottobre 1348 - 10 maggio 1360 deceduto)
- Romeo de Cescomes † (11 gennaio 1361 - 7 ottobre 1380 deceduto)
- Ramón d'Escales † (17 ottobre 1380 - 30 marzo 1386 nominato vescovo di Barcellona)
- Geraldo de Requesens † (8 febbraio 1387 - 13 febbraio 1399 deceduto)
- Pere de Santcliment † (1399 - 1403) (vescovo eletto)
- Juan de Baufés † (17 agosto 1403 - ottobre 1403 deceduto)
- Pedro Zagarriga † (4 dicembre 1403 - 15 giugno 1407 nominato arcivescovo di Tarragona)
- Pere de Cardona † (17 giugno 1407 - 9 dicembre 1411 deceduto)
- Domingo Ram y Lanaja † (13 novembre 1415 - 10 marzo 1430 nominato amministratore apostolico)
  - Domingo Ram y Lanaja † (10 marzo 1430 - 20 luglio 1435 dimesso) (amministratore apostolico)
- García Aznárez de Añon † (25 agosto 1434 - 13 marzo 1449 deceduto)
- Antonio Cerdá y Lloscos † (28 marzo 1449 - 12 settembre 1459 deceduto)
- Luis Juan de Milá † (7 ottobre 1459 - prima del 9 dicembre 1510 dimesso)
- Juan de Enguera, O.P. † (9 dicembre 1510 - 1º ottobre 1512 nominato vescovo di Tortosa)
- Jaime de Conchillos, O. de M. † (1º ottobre 1512 - 4 aprile 1542 deceduto)
  - Martín Valero † (30 marzo 1543 - prima del 6 agosto 1543 deceduto) (vescovo eletto)
- Fernando de Loaces (Loazes), O.P. † (6 agosto 1543 - 28 aprile 1553 nominato vescovo di Tortosa)
- Juan Arias † (28 aprile 1553 - 13 luglio 1554 deceduto)
- Miguel Puig † (13 aprile 1556 - 21 novembre 1559 deceduto)
- Antonio Agustín † (8 agosto 1561 - 17 dicembre 1576 nominato arcivescovo di Tarragona)
- Miguel Thomas de Taxaquet † (8 novembre 1577 - 9 luglio 1578 deceduto)
  - Sede vacante (1578-1580)
- Carlos Domenech, C.R.S.A. † (22 giugno 1580 - 21 ottobre 1581 deceduto)
- Benito Tocco, O.S.B. † (11 maggio 1583 - 31 gennaio 1585 deceduto)
- Gaspar Juan de la Figuera † (12 agosto 1585 - 13 febbraio 1586 deceduto)
- Juan Martínez de Villatoriel † (16 giugno 1586 - 12 settembre 1591 deceduto)
- Pedro de Aragón † (15 aprile 1592 - 21 dicembre 1597 deceduto)
- Francisco Virgili † (27 settembre 1599 - 16 ottobre 1620 deceduto)
- Pedro Antón Serra † (19 aprile 1621 - 17 febbraio 1632 deceduto)
- Antonio Pérez, O.S.B. † (21 febbraio 1633 - 28 novembre 1633 nominato arcivescovo di Tarragona)
- Pedro Magarola Fontanet † (22 marzo 1634 - 20 dicembre 1634 deceduto)
- Bernardo Caballero Paredes † (13 agosto 1635 - 13 gennaio 1642 nominato vescovo di Oviedo)
- Pedro (de Santiago) Anglada Sánchez, O.S.A. † (14 novembre 1644 - 30 maggio 1650 deceduto)
  - Sede vacante (1650-1656)
- Miguel Escartín Arbeza, O.Cist. † (31 gennaio 1656 - 21 luglio 1664 nominato vescovo di Tarazona)
- Braulio Sunyer † (24 novembre 1664 - 21 settembre 1667 deceduto)
- José Ninot y Bardera † (11 giugno 1668 - 15 giugno 1673 deceduto)
- Jaime de Copons y de Tamarit † (18 dicembre 1673 - 14 aprile 1680 deceduto)
- Francisco Berardo † (23 settembre 1680 - 9 ottobre 1681 deceduto)
- Miguel Jerónimo de Molina y Aragonés, O.S.Io.Hier. † (25 maggio 1682 - 31 agosto 1698 deceduto)
- Gaspar Alonso Valerià y Aloza, O.F.M.Disc. † (1º giugno 1699 - 15 dicembre 1700 deceduto)
- Francisco Solís Hervás, O. de M. † (8 agosto 1701 - 17 gennaio 1714 nominato vescovo di Cordova)
- Francisco Olaso Hipenza, O.S.A. † (28 maggio 1714 - 6 maggio 1735 deceduto)
- Gregorio Galindo † (11 aprile 1736 - 11 dicembre 1756 deceduto)
- Manuel Macías Pedrejón † (23 maggio 1757 - 27 dicembre 1770 deceduto)
- Joaquín Antonio Sánchez Ferragudo † (17 giugno 1771 - 4 aprile 1783 deceduto)
- Jerónimo María Torres † (15 dicembre 1783 - 23 marzo 1816 deceduto)
- Manuel Villar † (23 settembre 1816 - 31 agosto 1817 deceduto)
- Remigio de La Santa y Ortega † (6 giugno 1818 - 14 novembre 1818 deceduto)
- Simón Antonio Rentería Reyes † (29 marzo 1819 - 12 luglio 1824 nominato arcivescovo di Santiago di Compostela)
- Pablo Colmenares, O.S.B. † (10 dicembre 1824 - 20 giugno 1832 deceduto)
- Julián Alonso, O.Praem. † (25 aprile 1833 - 18 febbraio 1844 deceduto)
  - Sede vacante (1844-1847)
- José Domingo Costa y Borrás † (17 dicembre 1847 - 7 gennaio 1850 nominato vescovo di Barcellona)
- Pedro Cirilo Uriz Labayru † (20 maggio 1850 - 23 dicembre 1861 nominato vescovo di Pamplona)
- Mariano Puigllat Amigo † (21 maggio 1862 - 2 febbraio 1870 deceduto)
  - Sede vacante (1870-1875)
- Tomás Costa y Fornaguera † (23 settembre 1875 - 27 maggio 1889 nominato arcivescovo di Tarragona)
- José Meseguer y Costa † (30 dicembre 1889 - 27 marzo 1905 nominato arcivescovo di Granada)
- Juan Antonio Ruano Martín † (14 dicembre 1905 - 7 gennaio 1914 deceduto)
- José Miralles y Sbert † (28 maggio 1914 - 3 luglio 1925 nominato vescovo coadiutore di Barcellona[26])
- Manuel Irurita y Almándoz † (20 dicembre 1926 - 13 marzo 1930 nominato vescovo di Barcellona)
  - Sede vacante (1930-1935)
- Beato Salvio Huix Miralpeix, C.O. † (28 gennaio 1935 - 5 agosto 1936 deceduto)
  - Sede vacante (1936-1943)
- Juan Villar y Sanz † (10 giugno 1943 - 13 febbraio 1947 deceduto)
- Aurelio del Pino Gómez † (24 aprile 1947 - 1º aprile 1967 ritirato[27])
- Ramón Malla Call † (24 luglio 1968 - 29 ottobre 1999 ritirato)
- Francesc-Xavier Ciuraneta Aymí † (29 ottobre 1999 - 8 marzo 2007 dimesso)[28]
- Juan Piris Frígola (16 luglio 2008 - 28 luglio 2015 ritirato)
- Salvador Giménez Valls (28 luglio 2015 - 21 maggio 2025 ritirato)
- Daniel Palau Valero, dal 21 maggio 2025

## Statistiche
La diocesi nel 2023 su una popolazione di 229.800 persone contava 180.200 battezzati, corrispondenti al 78,4% del totale.
| anno | popolazione | popolazione | popolazione | presbiteri | presbiteri | presbiteri | presbiteri                | diaconi | religiosi | religiosi | parrocchie |
| anno | battezzati  | totale      | %           | numero     | secolari   | regolari   | battezzati per presbitero | diaconi | uomini    | donne     | parrocchie |
| ---- | ----------- | ----------- | ----------- | ---------- | ---------- | ---------- | ------------------------- | ------- | --------- | --------- | ---------- |
| 1950 | 222.707     | 222.967     | 99,9        | 163        | 162        | 1          | 1.366                     |         | 60        | 360       | 261        |
| 1970 | 256.722     | 258.422     | 99,3        | 265        | 210        | 55         | 968                       |         | 164       | 506       | 225        |
| 1980 | 249.177     | 251.052     | 99,3        | 225        | 173        | 52         | 1.107                     |         | 87        | 442       | 233        |
| 1990 | 249.955     | 253.001     | 98,8        | 200        | 155        | 45         | 1.249                     | 5       | 76        | 378       | 235        |
| 1999 | 191.275     | 194.693     | 98,2        | 143        | 107        | 36         | 1.337                     | 2       | 61        | 205       | 126        |
| 2000 | 189.717     | 192.855     | 98,4        | 146        | 110        | 36         | 1.299                     | 2       | 61        | 200       | 126        |
| 2001 | 187.908     | 192.430     | 97,7        | 141        | 110        | 31         | 1.332                     | 2       | 56        | 214       | 126        |
| 2002 | 190.461     | 195.496     | 97,4        | 146        | 108        | 38         | 1.304                     | 2       | 60        | 214       | 126        |
| 2003 | 192.835     | 196.373     | 98,2        | 140        | 101        | 39         | 1.377                     | 2       | 58        | 207       | 126        |
| 2004 | 192.592     | 196.996     | 97,8        | 141        | 102        | 39         | 1.365                     | 2       | 62        | 211       | 126        |
| 2013 | 206.338     | 236.525     | 87,2        | 131        | 96         | 35         | 1.575                     | 5       | 52        | 159       | 125        |
| 2016 | 203.520     | 236.953     | 85,9        | 118        | 85         | 33         | 1.724                     | 5       | 50        | 138       | 126        |
| 2019 | 180.000     | 230.140     | 78,2        | 92         | 77         | 15         | 1.956                     | 7       | 25        | 137       | 125        |
| 2021 | 180.590     | 230.140     | 78,5        | 95         | 68         | 27         | 1.900                     | 7       | 39        | 107       | 126        |
| 2023 | 180.200     | 229.800     | 78,4        | 93         | 66         | 27         | 1.937                     | 7       | 38        | 95        | 125        |